# Церовище
Церовище е село в Североизточна България. То се намира в община Омуртаг, област Търговище.

## География
Церовище е село в Североизточна България. То се намира в община Омуртаг, област Търговище. Климатът е умерено-континентален, с голяма амплитуда между най-ниските и най-високите годишни температури от плюс 30-35 градуса по Целзий през лятото до минус 20-25 градуса през зимата. Надморската височина на селото е 301 m. Край селото тече река Тича. На 4-5 km от селото се намира и язовир Тича.

## История
Селото е основано в края на XV век. Старото име е Сарсъплии-Саръ Юсуфлу. Името Церовище идва от турската дума цер-дъб. Селото се е населявало и от римляни, траки, гърци, византийци, черкези. До реката има и могила, където са открити много монети и керамика, което свидетелства за историческото минало на селото.

## Религии
Цялото село е с мюсюлманско население.

## Обществени институции
Има една библиотека, читалище, джамия и детска градина.

## Инфраструктура
Пътната мрежа на общината е с обща дължина 305 km, от които 158 km са IV клас. В транспортната инфраструктура преобладават пътищата от висок клас (в т.ч. международен път Е 772). През територията на общината преминава участък от жп линията София - Мездра - Варна. Централни пътнотранспортни артерии пресичат в четирите направления територията на общината. Първокласен път I-4 “София-Велико Търново-Варна” минава през град Търговище.

## Здравеопазване
Фелдшер на селото е Ибрахим Ереджебов.
1. ↑  www.grao.bg